# Janina Stefanowicz-Schmidt
Janina Stefanowicz-Schmidt (ur. 17 sierpnia 1930 w Warszawie) – polska rzeźbiarka, profesor PWSSP w Gdańsku (obecna nazwa uczelni od 1996 r.: Akademia Sztuk Pięknych w Gdańsku).

## Życiorys

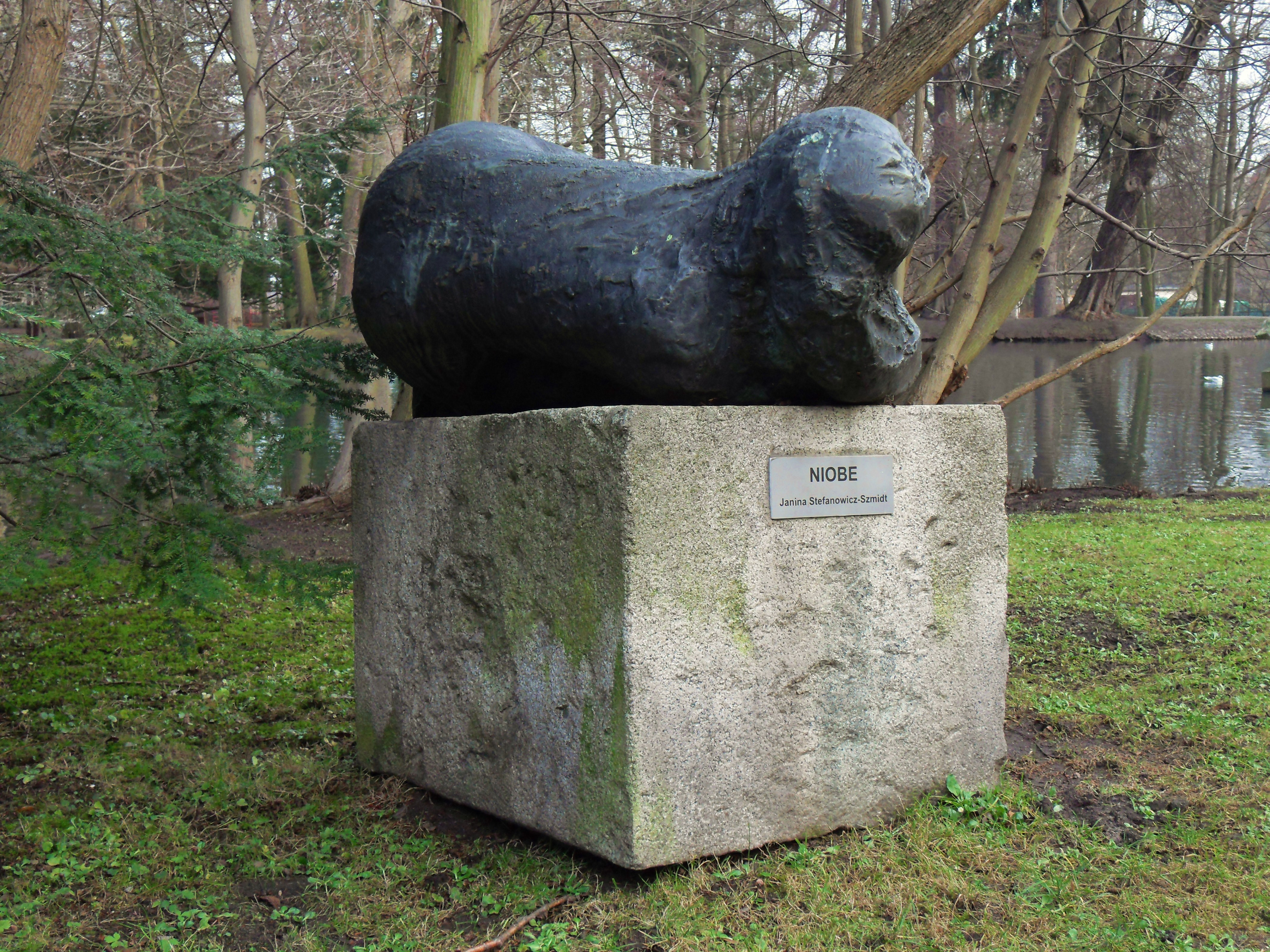
Niobe autorstwa Janiny Stefanowicz-Schmidt w Parku Oliwskim

Urodziła się w Warszawie, w rodzinie Jana Stefanowicza (1892–1978), architekta i urbanisty, i Marii Anieli z domu Padlewskiej (zm. 1943), była młodszą siostrą Alberta i Adama. W latach 1933–1939 mieszkała z rodzicami w Gdyni.
Podczas okupacji niemieckiej w Warszawie uczyła się na tajnych kompletach w Gimnazjum im. Cecylii Plater-Zyberkówny.
Po wojnie, w 1945 r. z rodziną powróciła do Gdyni, uczyła się w Gimnazjum Sióstr Urszulanek,  w 1947 r. zdała małą maturę. W 1949 r. ukończyła Liceum Sztuk Plastycznych w Gdyni, uzyskała świadectwo dojrzałości i rozpoczęła studia na Wydziale Rzeźby w Państwowej Wyższej Szkole Sztuk Plastycznych w Gdańsku. Dyplom w 1955 r. w pracowni prof. Stanisława Horno-Popławskiego. W latach 1954–1964 brała udział przy odbudowie Głównego Miasta w Gdańsku. W latach 1981–2001 prowadziła stworzoną przez siebie Pracownię Medalierstwa i Małych Form Rzeźbiarskich. Na uczelni pracowała od 1954 do 2001, początkowo na stanowisku młodszej asystentki w Pracowni Rzeźby prof. Alfreda Wiśniewskiego, z którą była związana do 1973 r., od 1956 r. jako asystentka, od 1958 r. jako starsza asystentka, od 1964 r. adiunkt, a od 1975 r. docent. W 1990 r. została mianowna profesorem nadzwyczajnym, a w 1998 r. profesorem zwyczajnym.
Uprawia rzeźbę monumentalną, małe formy rzeźbiarskie, medalierstwo i rysunek. Autorka m.in. figury Chrystusa frasobliwego w czerwonym granicie (1964) w Kaplicy Kapłańskiej w bazylice Mariackiej Wniebowzięcia NMP w Gdańsku, portalu w kościele Ojców Pallotynów w Gdańsku Wrzeszczu, wystroju prezbiterium kościoła (1995–2001) pod wezwaniem Zmartwychwstania Pańskiego w Gdańsku.
W 1958 r. wyszła za Zygmunta Schmidta (1925–1976), inżyniera architekta. Matka Roberta (ur. 1960), architekta, i Magdaleny (ur. 1965), rzeźbiarki.

## Ordery i odznaczenia
- Złoty Krzyż Zasługi (1978)
- Brązowy Medal „Za zasługi dla obronności kraju” (1971)
- Odznaka „Zasłużony Działacz Kultury” (1995)

Źródło:.

## Nagrody
- Nagroda Rektora (1957, 1970, 1975, 1982, 1986, 1994)
- Nagroda Ministra Kultury i Sztuki III stopnia (1976)
- Nagroda Ministra Kultury i Sztuki II stopnia (1983)
- Nagroda Prezydenta Miasta Gdańska w Dziedzinie Kultury za całokształt pracy twórczej (2023)

Źródło:.